# 印旛放水路

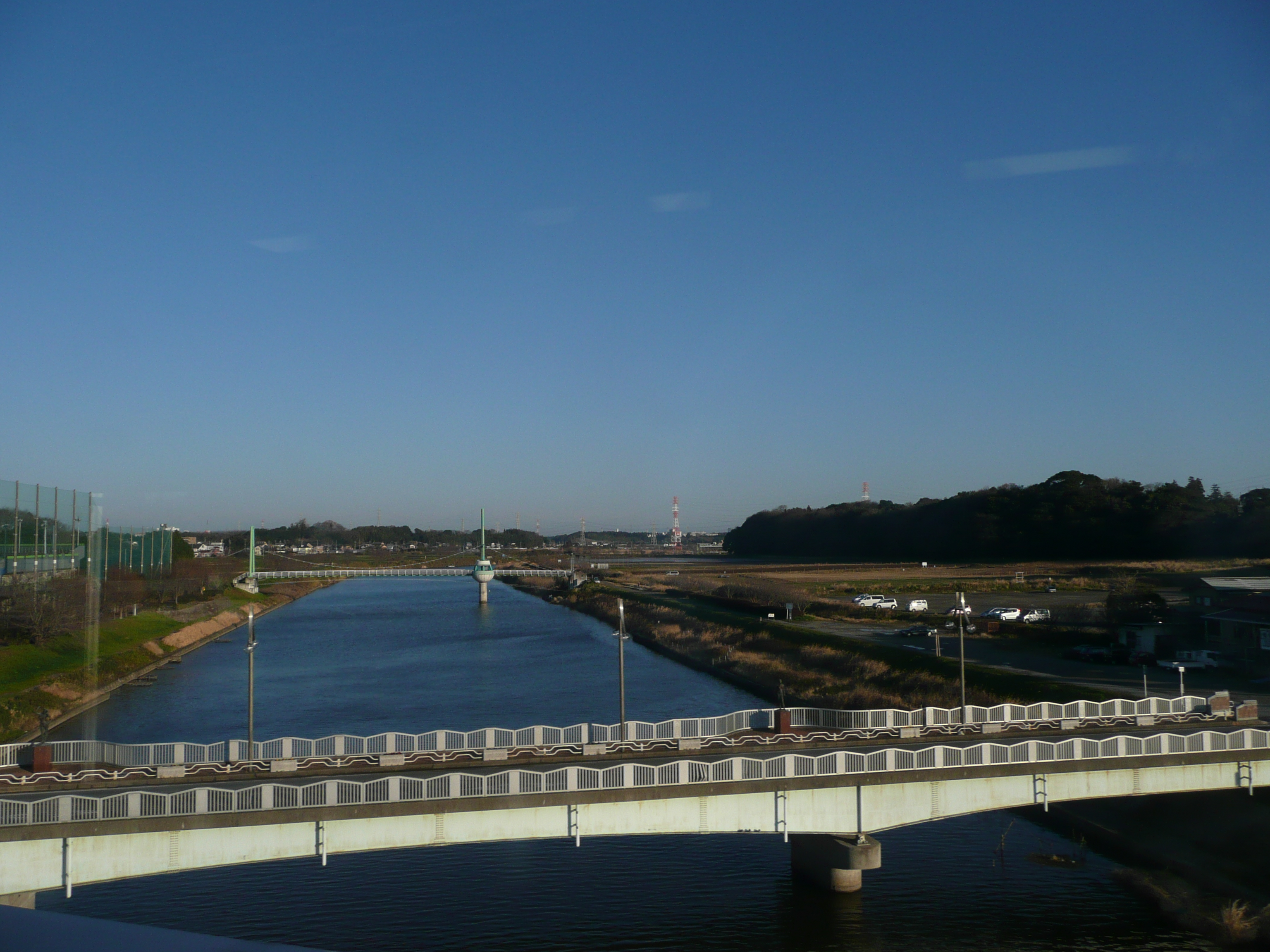
新川

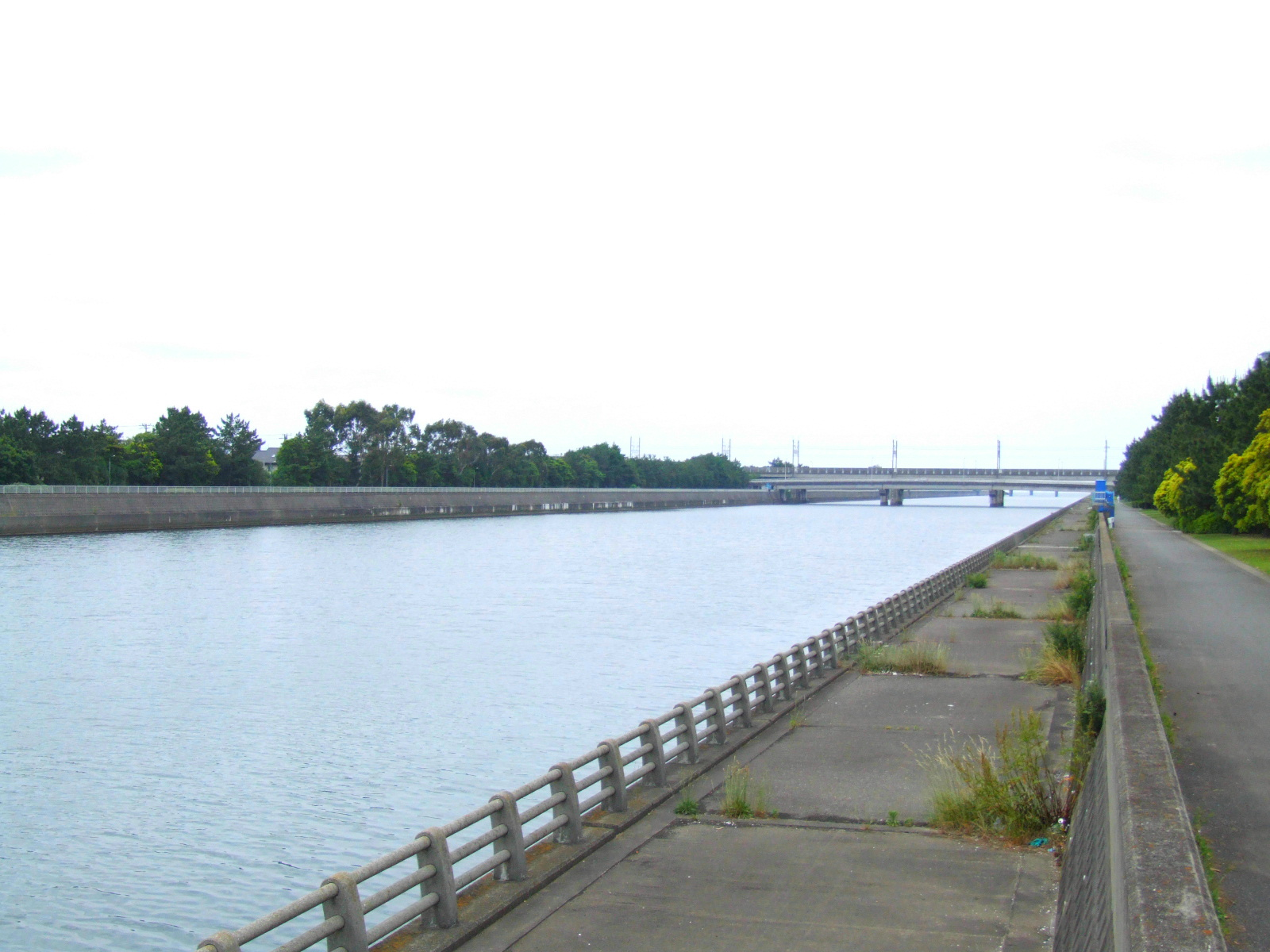
花見川

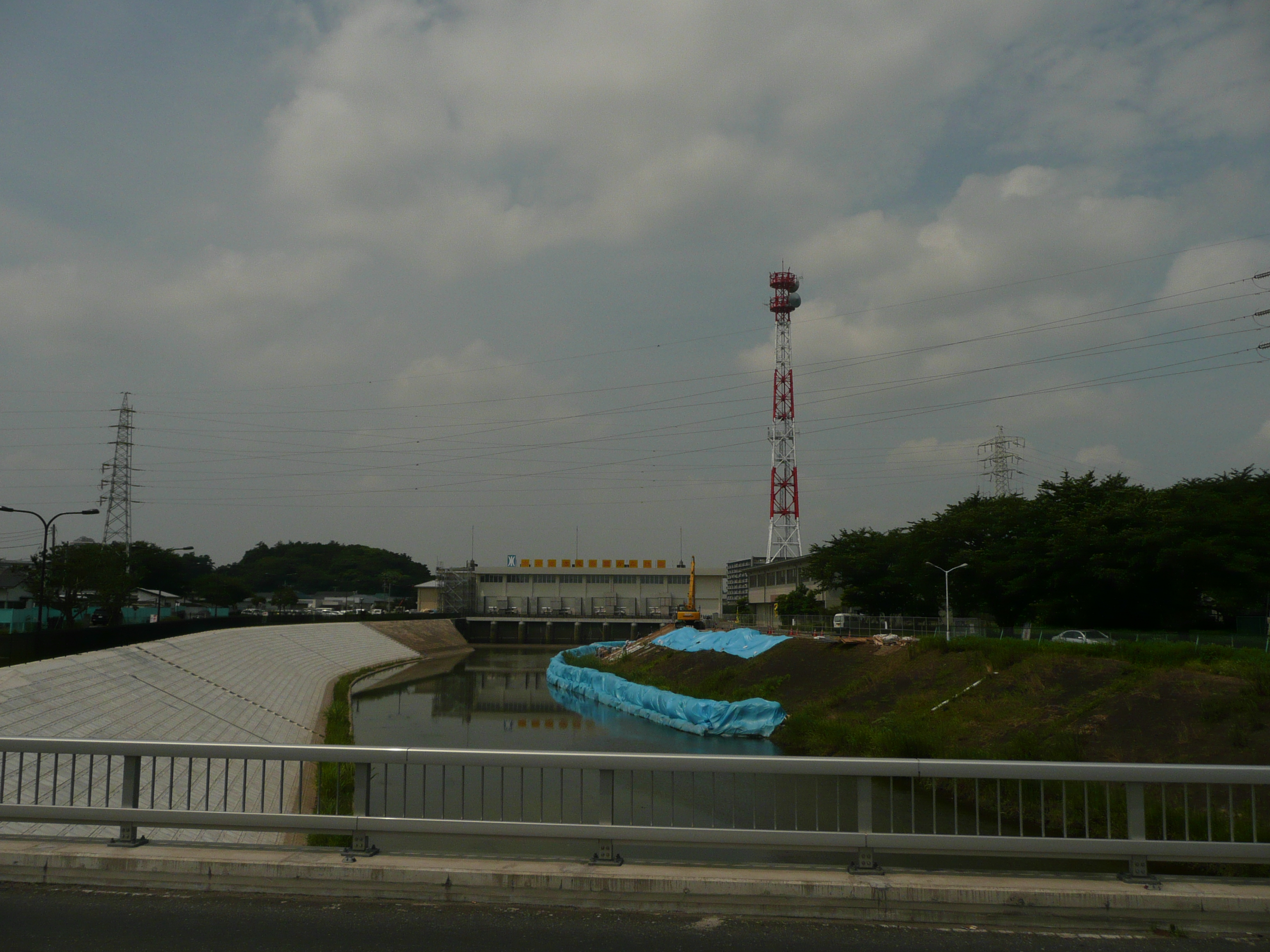
大和田排水機場（花見川より）

印旛放水路（いんばほうすいろ）は、千葉県にある印旛沼の排水を目的として開削された放水路である。西印旛沼からの流出点（八千代市阿宗橋）を上流端とし千葉市美浜区で東京湾に注ぐ（およそ19キロメートル）。上流にあたるのが利根川であるため、利根川水系に属する一級河川に指定されている。

## 概要
江戸時代の利根川東遷事業の影響により利根川とつながる事となった印旛沼は、利根川の水位上昇によりたびたび洪水が発生するようになり、周辺の農業等への被害が深刻なものとなっていた。この印旛沼の水位上昇を東京湾に放流するため、中間地点に揚水施設「大和田排水機場」を設置し、一度汲み上げて分水界を越えた先の東京湾へ排水するという特殊な放水路である。
途中の大和田排水機場を境にして印旛沼側の掘割工事により開削された疏水路部分である「新川」と、東京湾側の自然河川である「花見川」とを合わせて「印旛放水路」と呼ぶ。
河川管理上は、花見川より低地である新川が印旛放水路の上流にあたる。これは大和田排水機場の排水が新川から花見川へしかされないためである。

### 新川
八千代市保品の阿宗橋付近から大和田排水機場にかけてを「新川」あるいは「印旛疏水路」と呼ぶ。西印旛沼と同水位であり、大和田排水機場から花見川へは一定水位を超えないと原則として排水を行わない。いくつかの中小河川の流入はあるが新川自体にほとんど流れがないので、川と言うより西印旛沼の延長部分である。通常は印旛沼方面へ流れているが、外水や内水の影響で印旛沼が増水した時には大和田排水機場より多量に排水されるため、流れが逆方向となり印旛沼から花見川へと流れを変える。放水路が完成する前は集中豪雨などで川が増水すると流れが変わり、それにちなんだ「逆水橋（さかさみずばし）」という橋が八千代市にある。

### 大和田排水機場
八千代市村上に設置されたポンプ場で、1966年（昭和41年）に完成した。毎秒最大120立方メートルの揚水能力を持つ。
設計段階において、印旛沼の水を自然流下させる放水路とした場合、勾配不足（1/10,000 程度）で東京湾満潮時に排水できなくなる心配があったこと、および、開削土木工事に際し、花見川上中流部分のケド層の掘削が難工事となること、の2点が予測された。このため、あえて深い掘削はせずに、勾配を放水に充分な1/3,000～1/4,000 とし、発生する水位差を補うために、ポンプによってここで一旦 4.6 メートルの揚水を行うこととした。
印旛沼水位調整（洪水回避）のために放流が必要となるのは1年に数回程度以下だが、これとは別に、上記新川および印旛沼そのものの流れが少ないことによる水質悪化防止対策として、「印旛沼流動化放流」と称し1年で数十回程度の放流を行う。

### 花見川
大和田排水機場より東京湾側を花見川と呼ぶ。分水界をまたぐ開削が難工事となった千葉市横戸町付近も現在は緑深い渓谷様を呈している。天戸と長作にはそれぞれ制水門が設けられ、大潮や台風上陸等による海面上昇に起因する海水逆流を防いでいる。花見川の下流部は「検見川」とも呼ばれている。

## 歴史
花見川はもともと、現在の花見川区犢橋町など旧千葉郡内を水源として東京湾（江戸湾）に注ぐ小さな川に過ぎなかった。江戸時代の1724年以降、印旛沼の洪水対策と干拓を目的として、同じく千葉市横戸町付近を通り印旛沼へと注ぐ勝田川、高津川等の水系を花見川と結ぶ疏水工事（印旛沼干拓）が幾度となく繰り返された。これらの掘割（疏水）工事は全て失敗に終わった。江戸時代の工事に携わり死亡した人足の共同墓地が、流域の各所に存在する（千葉市花見川区横戸台など）。
戦後になり新たな設計で放水路が起工され、1969年に現在の印旛放水路が完成した。これにともない、二級水系の「花見川水系」が利根川水系に編入されて、主要な支流とともに一級河川に昇格した。
河川敷において畑や釣り桟橋の設置などの不法占有、占拠が進む実態がある。千葉県千葉土木事務所によると、2016年の不法占有案件は179件。中国人による占有が増えているという。

## 周辺
印旛放水路の護岸上には、ほぼ全線に渡り人・自転車専用の遊歩道・サイクリングロードが設置されている。管理主体は3分割されており、酒直水門～八千代市阿宗橋間は「印旛沼自転車道」として千葉県が、阿宗橋～大和田排水機場間は「新川遊歩道」として八千代市が、千葉市弁天橋～稲毛海浜公園（検見川の浜）間は「花見川サイクリングロード」として千葉市が管理する。印旛沼自転車道と新川遊歩道、花見川サイクリングロードは、2021年5月以降ほぼ全線舗装となった。

## 支流
花見川に流入する河川
- 勝田川
- 高津川

新川に流入する河川
- 桑納川
- 神崎川